# Бастонь
Бастонь (фр. и валлон. Bastogne, нидерл. Bastenaken, люкс. Baaschtnech) — город в Бельгии, одна из коммун провинции Люксембург.
Население — 14 577 человек (на 1 января 2008 года).
Расположен город у границы с Люксембургом в Арденнах на высоте 510 м. Во времена античности территория была населена галльским племенем треверами. Впервые Бастонь упоминается в 634 году. Территория Бастони принадлежала нескольким бенедиктским аббатствам. В XIII веке Генрих VII начал в Бастони чеканку монет, а в 1332 году Иоанн Слепой Люксембургский даровал устав. В 1451 году земли Люксембургского графства были включены в герцогство Бургундское, а с 1516 года, когда Карл V был объявлен испанским королём, стали частью Испанского королевства. В 1602 году Бастонь отразила осаду голландцев, но в 1688 году была захвачена Францией в начале Аугсбургской (Девятилетней) войны.
После образования Бельгии экономика Бастони основывалась на лесной промышленности, разведении крупного рогатого скота и проведении ярмарок. В Первую мировую войну Бастонь была захвачена Германией. В декабре 1944 года — январе 1945 года произошло Бастонское сражение, в ходе которой войска союзных сил освободили город.
В настоящее время Бастонь — небольшой городок, известен классической велогонкой Льеж — Бастонь — Льеж.